# Gorušica
 Ovo je glavno značenje pojma Gorušica. Za desni pritok Bosne pogledajte Gorušica (rijeka).
Gorušica je naziv za skupinu biljnih vrsta roda Brassica i Sinapis čije se malo gorušičino sjemenje koristi kao začin tako što se mljevenjem i miješaju s vodom, octom i drugim tekućinama kako bi se pretvorile u začin poznat kao senf. Sjemenke se također prešaju kako bi se stvorilo gorušičino ulje, dok se jestivo lišće može se jesti kao gorušičino zelenje.
Blaga bijela gorušica (Sinapis hirta) raste divlje u Sjevernoj Africi, na Bliskom istoku i na europskom dijelu Mediterana, od kuda se kultivacijom proširila po cijelom planetu.
Smeđa ili Indijska gorušica (Brassica juncea), koja izvorno potječe iz podnožja Himalaje, se komercijalno sadi u Ujedinjenom Kraljevstvu, Kanadi i SAD-u.
Crna gorušica (Brassica nigra) se u komercijalne svrhe sadi u Argentini, Čileu, SAD-u i nekim europskim zemljama.
U Kanadi se uzgaja 90% sveg gorušičinog sjemenja za međunarodno tržište. Kanadska provincija Saskatchewan proizvodi za gotovo polovicu svjetske potrebe za gorušičinim sjemenjem.
Osim gorušice, u rod Brassica također se ubraja kupus (zelje), kelj, cvjetača (karfiol, kaul), uljana repica i repa.
Iako su neke varijacije gorušice dobro ustoličeni usjevi u helenističkoj kulturi i u rimskom carstvu.
Divlji oblici gorušice i njezinih srodnika rotkve, rotkvica i repe mogu se pronaći u cijeloj zapadnoj Aziji i Europi, što nam govori da je njezina domestizacija odigrala negdje u tom području.
Nedavno je bilo nekoliko istraživanja u različitosti gorušica koje imaju visoki sadržaj ulja za upotrebu u proizvodnji biodizela, tj. obnovljivog tekućeg goriva sličnog dizelu. Biodizel napravljen iz gorušičina ulja ima dobra svojstva hladnog toka i ketanove brojčane podatke, tj. ketanove brojeve. Ostatak mesa gorušice koji je ostao iz istiskanja ulja za biodizel se također pokazao korisnim pesticidom.
Do sada je promatrana jedna zanimljiva genetska veza između mnogih vrsta gorušice i ostalih biljaka iz roda Brassica koja je nazvana trokut u-a.